# Ivana Šebestová
Ivana Šebestová (* 3. März 2001) ist eine tschechische Tennisspielerin.

## Karriere
Šebestová spielt hauptsächlich Turniere auf der ITF Women’s World Tennis Tour, wo sie bislang einen Titel im Einzel und zehn Titel im Doppel gewinnen konnte.

## Turniersiege

### Einzel
| Nr. | Datum            | Turnier | Kategorie | Belag | Finalgegnerin    | Ergebnis  |
| --- | ---------------- | ------- | --------- | ----- | ---------------- | --------- |
| 1.  | 16. Oktober 2022 | Iraklio | ITF W15   | Sand  | Elena Korokozidi | 6:0, 7:66 |

### Doppel
| Nr. | Datum            | Turnier             | Kategorie | Belag         | Partnerin         | Finalgegnerinnen                     | Ergebnis           |
| --- | ---------------- | ------------------- | --------- | ------------- | ----------------- | ------------------------------------ | ------------------ |
| 1.  | 12. März 2022    | Scharm asch-Schaich | ITF W15   | Hartplatz     | Hiromi Abe        | Silvia Ambrosio Elena-Teodora Cadar  | 6:4, 1:6, [10:4]   |
| 2.  | 6. August 2022   | Kottingbrunn        | ITF W15   | Sand          | Karolína Kubáňová | Linda Ševčíková Karolína Vlčková     | 6:4, 6:0           |
| 3.  | 16. Oktober 2022 | Iraklio             | ITF W15   | Sand          | Silvia Ambrosio   | Simona Ogescu Dimitra Pavlou         | 7:5, 7:5           |
| 4.  | 15. Juli 2023    | Aschaffenburg       | ITF W25   | Sand          | Jelena Pridankina | Manon Léonard Lucie Nguyen Tan       | 2:6, 6:2, [10:5]   |
| 5.  | 4. Mai 2024      | Osijek              | ITF W15   | Sand          | Salma Drugdová    | Ria Derniković Luna Ivković          | 6:0, 6:2           |
| 6.  | 18. Mai 2024     | Kranjska Gora       | ITF W15   | Sand          | Linda Ševčíková   | Anastassija Kowaljowa Emily Welker   | 6:0, 2:6, [10:3]   |
| 7.  | 8. Februar 2025  | Leszno              | ITF W75   | Hartplatz (i) | Wong Hong-yi      | Weronika Falkowska Martyna Kubka     | 6:4, 1:6, [10:4]   |
| 8.  | 19. April 2025   | Koper               | ITF W75   | Sand          | Kristina Novak    | Julija Awdejewa Jekaterina Maklakowa | 7:5, 0:6, [10:6]   |
| 9.  | 14. Juni 2025    | Česká Lípa          | ITF W75   | Sand          | Alena Kovačková   | Lija Karatantschewa Aneta Kučmová    | 1:6, 7:5, [10:5]   |
| 10. | 12. Juli 2025    | Grodzisk Mazowiecki | ITF W15   | Sand          | Salma Drugdová    | Barbara Kostecka Maja Pawelska       | 6:74, 7:66, [10:3] |